# 토미슬라프 두이모비치
토미슬라프 두이모비치(크로아티아어: Tomislav Dujmović, 1981년 2월 26일, SR 크로아티아 자그레브 ~)는 크로아티아의 전직 축구 선수로, 현역 시절 수비형 미드필더로 활약했다.

## 클럽 경력

### 크로아티아 무대
두이모비치는 사바 자그레브에서 축구를 시작했는데, 이후 크로아티아 거함 디나모 자그레브의 탐색망에 포착되었다. 그러나, 그는 디나모 소속으로 1군 경기에 출전하지 못했고, 그에 따라 2000년에 구단을 떠났다. 그 후로 6년 동안, 그는 크로아티아의 승격과 강등을 반복하는 흐르바츠키 드라고볼랴크, 인테르 자프레시치, 그리고 메지무레를 차례로 거쳐 2006년에 러시아 무대로 진출했다.

### 러시아
두이모비치는 러시아 프리미어리그의 암카르 페름에 입단해 리그 정상급 수비형 미드필더임을 증명해냈다. 암카르와의 계약이 만료된 두이모비치는 로코모티프 모스크바로 이적해 1년 반을 활약했고, 이후 로코모티프의 연고지 경쟁 구단인 디나모 모스크바로 €3M에 이적했다. 두이모비치는 디나모 모스크바에서 주전으로 활약했지만, 세르게이 실킨이 새로이 입단하면서 입지를 잃었다.

### 사라고사
강등권에 허덕이는 라 리가의 사라고사가 2012년 1월 17일에 두이모비치를 임대로 디나모 모스크바에서 영입했다. 1월 22일, 그는 레반테를 상대로 사라고사 신고식을 치렀다.

## 국가대표팀 경력
두이모비치는 슬라벤 빌리치 감독의 부름을 받아 2009년 11월 14일에 빈코프치에서 열릴 리히텐슈타인과의 친선경기를 위해 처음 차출되었다. 그는 같은 경기에서 국가대표팀 첫 경기를 치렀고, 후반전에 교체로 들어가 20분을 소화했다. 그는 국가대표팀 경기에 총 19번 출전했지만, 득점한 적은 없었고, 그의 마지막 국가대표팀 경기는 2012년에 아일랜드를 상대한 유로 2012 경기였다.